# Ipolyvece
Ipolyvece là một thị trấn thuộc hạt Nógrád, Hungary. Thị trấn này có diện tích 13,9 km², dân số năm 2010 là 841 người, mật độ 61 người/km².